# Victor S. Navasky
Victor Saul Navasky (5 de julho de 1932 – 23 de janeiro de 2023) foi um jornalista, editor e autor americano. De 1978 a 1995, editou a revista semanal progressista The Nation. De 1995 a 2005, foi editor e diretor editorial da revista, antes de se tornar editor emérito. Posteriormente, dirigiu o George T. Delacorte Center for Magazine Journalism na Columbia University Graduate School of Journalism e presidiu a Columbia Journalism Review.
Navasky também foi autor de vários livros criticamente aclamados, incluindo Naming Names (1980), considerado uma análise definitiva da lista negra de Hollywood. Sua reimpressão em capa comum lhe rendeu o National Book Award for Nonfiction de 1982.

## Primeiros anos e educação
Victor Saul Navasky nasceu em julho de 1932 no Upper West Side de Manhattan, filho de Esther (Goldberg) e Macy Navasky. Macy dirigia um pequeno negócio de confecção de roupas no Garment District. Victor frequentou o ensino fundamental em Greenwich Village. Em 1946, quando estava na oitava série, ajudou a arrecadar dinheiro para o Irgun Zvai Leumi — passando uma cesta de contribuições em apresentações da peça de Ben Hecht, A Flag is Born. Para o ensino médio, frequentou a Little Red School House, que foi fundada nos princípios de educação progressiva de John Dewey.
Navasky formou-se no Swarthmore College (1954), onde foi editor do jornal estudantil. Foi eleito para a Phi Beta Kappa e recebeu honras altas em ciências sociais. Em seguida, serviu no Exército dos Estados Unidos de 1954 a 1956. Esteve estacionado em Fort Richardson no Alasca e atuou um pouco como jornalista militar. Após sua dispensa, matriculou-se na Yale Law School com o G.I. Bill e recebeu seu LL.B. em 1959.
Enquanto estava em Yale Law, Navasky co-fundou com Richard Lingeman uma revista de sátira política chamada Monocle, que funcionou até 1965. Navasky recrutou numerosos colaboradores e ilustradores para a revista que seguiram para carreiras notáveis. Nora Ephron, colaboradora da Monocle, lembrava-se de Navasky como um homem "que conhecia pessoas importantes, e ele conhecia pessoas que ele fazia você pensar que eram importantes simplesmente porque ele as conhecia." Eventualmente, Navasky percebeu que sua maior paixão era pelo jornalismo, e o escolheu como sua profissão em vez do direito.

## Carreira
Em 1970, Navasky foi contratado pelo The New York Times. Trabalhou como editor de manuscritos e redator para o The New York Times Magazine e foi um frequente crítico de livros. Também escreveu uma coluna mensal no The New York Times Book Review, "In Cold Print", sobre o negócio editorial. Após deixar o Times em 1974, recebeu uma bolsa Guggenheim. A partir de 1975, foi professor visitante na Wesleyan University, pesquisador visitante na Russell Sage Foundation, e depois Professor Visitante Ferris de Jornalismo na Princeton University de 1976 a 1977.
Em 1978, Navasky foi nomeado editor da mais antiga revista semanal da América, The Nation. Ocupou o cargo por muitos anos e foi imortalizado na coluna "Uncivil Liberties" de Calvin Trillin como "o astuto e parcimonioso Victor S. Navasky" ou "The W. & P." para abreviar.
Em uma de suas posições editoriais mais controversas, Navasky foi um defensor de longa data do suposto espião soviético Alger Hiss. Começando com uma crítica do livro de Allen Weinstein Perjury: The Hiss-Chambers Case em uma edição de abril de 1978 da The Nation, Navasky sustentou que a culpa de Hiss não havia sido provada além de dúvida razoável. Kai Bird escreveu: "Navasky simplesmente pensava que Chambers era uma testemunha não confiável. Navasky não era um crente em Hiss, mas um agnóstico. Ainda em 2007, ele escreveu na The Nation: 'Este é um caso que não morrerá. Não desaparecerá. A Guerra Fria acabou, mas este, entre outros fantasmas da Guerra Fria, persiste.' Para Victor, era importante e interessante perguntar por quê."
Ao longo de sua carreira jornalística, Navasky trabalhou em vários projetos acadêmicos. Pesquisou e escreveu vários livros de não-ficção de biografia e história. Em 1971, publicou Kennedy Justice, descrito como "um relato acadêmico do Departamento de Justiça sob o Procurador-Geral Robert F. Kennedy". O colunista George F. Will escreveu na National Review: "Este é provavelmente o melhor livro já escrito sobre um irmão Kennedy, e pode ser o melhor livro já escrito sobre um departamento executivo do Governo Federal." Kennedy Justice foi finalista do National Book Award.
Navasky então embarcou em um esforço de oito anos para estudar a lista negra de Hollywood. No curso de sua pesquisa, examinou testemunhos do House Un-American Activities Committee e entrevistou mais de 150 atores, escritores, diretores e produtores. Prestou atenção particular ao papel dos informantes, um tópico no qual se interessou ao aprender sobre um informante crucial no caso do Procurador-Geral Kennedy contra Jimmy Hoffa. O livro resultante, Naming Names, foi um grande sucesso crítico. Daniel Aaron elogiou a conquista de Navasky na The New York Review of Books: "Só se pode aplaudir a destreza com que ele montou uma narrativa lúcida e persuasiva de tal emaranhado de fatos e suposições". O livro de capa dura de 1980 foi finalista do National Book Award na categoria General Nonfiction, e a reimpressão em capa comum ganhou o prêmio em 1982.
Em 1994, durante um ano de licença da The Nation, Navasky serviu como fellow no Institute of Politics na Harvard Kennedy School, e senior fellow no Freedom Forum Media Studies Center na Columbia University. Ao retornar à The Nation em 1995, liderou um grupo de investidores (incluindo Paul Newman e E.L. Doctorow) na compra de US$ 1 milhão da The Nation de Arthur L. Carter. Navasky então se tornou editor e diretor editorial da revista pelos próximos dez anos.
Após diminuir suas responsabilidades na The Nation, Navasky aceitou um cargo como diretor do George T. Delacorte Center for Magazine Journalism na Columbia University. Também foi membro do conselho da Independent Diplomat, e comentarista regular no programa de rádio público Marketplace. Serviu nos conselhos da Authors Guild, International PEN, e do Committee to Protect Journalists.
Em 2005, foi nomeado presidente da Columbia Journalism Review (CJR), o que gerou controvérsia quando o nome de Navasky não foi listado no expediente da revista. Esta omissão, críticos da direita política alegaram, escondia o fato de que—apesar da suposta falta de viés político da CJR—um "grande polemista de esquerda está comandando a CJR sem qualquer menção no expediente."
Em 2005, Navasky recebeu o George Polk Book Award dado anualmente pela Long Island University para honrar contribuições à integridade jornalística e reportagem investigativa. No mesmo ano, publicou suas memórias, A Matter of Opinion. No livro, resumiu suas visões políticas da seguinte forma:
Eu era, eu acho, o que seria chamado de liberal de esquerda, embora nunca tenha pensado em mim mesmo como tão de esquerda assim. Eu acreditava em direitos civis e liberdades civis, favorecia a integração racial, pensava que a responsabilidade pelas tensões internacionais da Guerra Fria estava igualmente distribuída entre os Estados Unidos e a U.R.S.S.
Em 2013, Navasky publicou seu último livro, The Art of Controversy: Political Cartoons and Their Enduring Power, que examinou o impacto ao longo dos séculos de cartuns políticos provocativos. Em 2017, recebeu a I.F. Stone Medal for Journalistic Independence da Nieman Foundation de Harvard. Em 2020, Navasky foi nomeado para o conselho da Defending Rights & Dissent.

## Vida pessoal e morte
Navasky casou-se com Anne Strongin em 1966. Eles tiveram três filhos.
Victor Navasky morreu em um hospital de Manhattan em 23 de janeiro de 2023. A causa da morte foi pneumonia. Ele tinha 90 anos.

## Livros
- Kennedy Justice (Atheneum, 1971)
- Naming Names (Viking, 1980)
- The Experts Speak: The Definitive Compendium of Authoritative Misinformation (com Christopher Cerf), 1984, 1998 (ISBN 0-679-77806-3)
- A Matter of Opinion (Farrar Straus and Giroux, 2005) (ISBN 0-374-29997-8)
- Mission Accomplished! (ou How We Won the War in Iraq), (com Christopher Cerf), 2008 (ISBN 1-4165-6993-6)
- The Art of Controversy: Political Cartoons and Their Enduring Power, (Knopf 2013) (ISBN 978-0307957207)

## Revistas
Navasky teve uma grande influência nas seguintes revistas:
- Monocle (co-fundador, editor)
- The Nation (editor, depois editor)
- Columbia Journalism Review (presidente)